# Santo Niño Jesús Yucuyi
Santo Niño Jesús Yucuyi är en ort i Mexiko.   Den ligger i kommunen San Sebastián Tecomaxtlahuaca och delstaten Oaxaca, i den sydöstra delen av landet, 260 km söder om huvudstaden Mexico City. Santo Niño Jesús Yucuyi ligger 2 291 meter över havet och antalet invånare är 231.
Terrängen runt Santo Niño Jesús Yucuyi är kuperad åt nordost, men åt sydväst är den bergig. Runt Santo Niño Jesús Yucuyi är det ganska glesbefolkat, med 43 invånare per kvadratkilometer. Närmaste större samhälle är Santiago Juxtlahuaca, 11,4 km nordost om Santo Niño Jesús Yucuyi. I omgivningarna runt Santo Niño Jesús Yucuyi växer huvudsakligen savannskog.